# Serp i Molot Moskou
FC Serp i Molot Moskou (Russisch: Футбольный клуб «Серп и Молот» Москва), letterlijk: Hamer en sikkel, is een Russische voetbalclub uit de hoofdstad Moskou. 
De club werd in 1923 opgericht en onderging intussen vele naamswijzigingen. Van 1937 tot 1940 speelde de club in de hoogste klasse van de Sovjetcompetitie en werd in 1938 derde. Begin deze eeuw verdween de club een paar jaar en in 2009 werden ze heropgericht. 

## Naamswijzigingen
- 1923—1924 — AKS
- 1925—1930 — RkimA
- 1936 — Serp i Molot
- 1937—1962 — Metalloerg
- 1963-19?? — Serp i Molot
- 2000 — Serp i Molot-SNS
- 2001 — Serp i Molot Tusom
- 2009 — FC Serp i Molot

## Bekende (oud-)spelers
- Grigori Fedotov